# Taça dos Clubes Campeões Europeus de 1991–92
A Taça dos Campeões Europeus 1991–92 foi a 37ª edição da Taça dos Campeões Europeus e a última antes da mudança do nome para Liga dos Campeões da UEFA. O torneio marcou o retorno dos clubes ingleses nas competições europeias após cumprir a punição de cinco anos devido ao resultado da tragédia de Heysel.

## Primeira fase

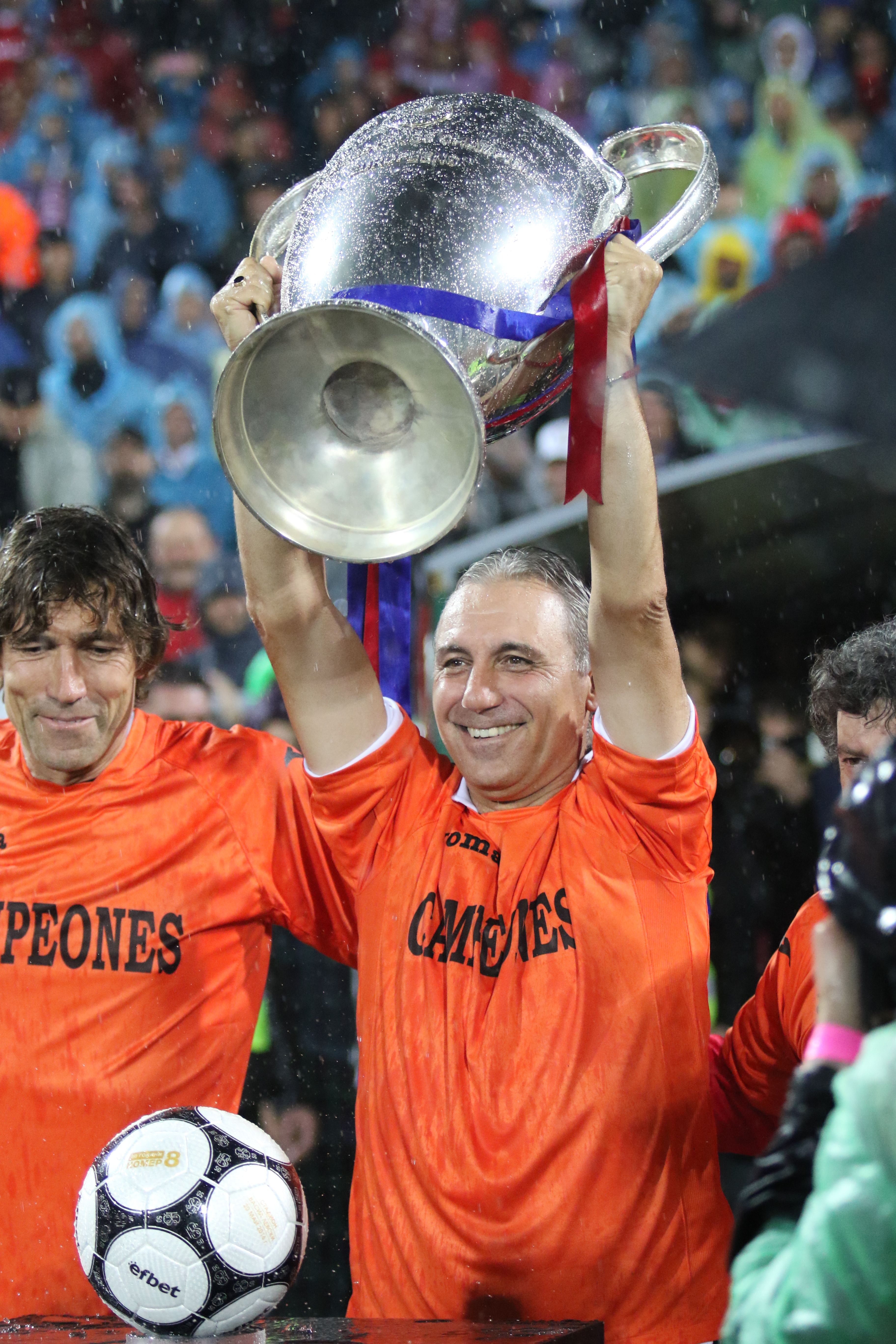
Hristo Stoichkov com a Taça dos Campeões Europeus de 1992, vencida com a equipe do Barcelona.

| Equipe 1              | Total   | Equipe 2              | 1.º jogo | 2.º jogo |
| --------------------- | ------- | --------------------- | -------- | -------- |
| Barcelona             | 3–1     | Hansa Rostock         | 3–0      | 0–1      |
| Kaiserslautern        | 3–1     | Etar                  | 2–0      | 1–1      |
| US Luxembourg         | 0–10    | Marseille             | 0–5      | 0–5      |
| Sparta Praga          | (a)2–2  | Rangers               | 1–0      | 1–2      |
| Ħamrun Spartans       | 0–10    | Benfica               | 0–6      | 0–4      |
| Arsenal               | 6–2     | Áustria Viena         | 6–1      | 0–1      |
| HJK Helsinki          | 0–4     | Dínamo de Kiev        | 0–1      | 0–3      |
| Brøndby IF            | 4–2     | Zagłębie Lubin        | 3–0      | 1–2      |
| Fram Reykjavík        | 2–2(fc) | Panathinaikos         | 2–2      | 0–0      |
| Gothenburg            | (fc)1–1 | Flamurtari Vlorë      | 0–0      | 1–1      |
| Beşiktaş              | 2–3     | PSV Eindhoven         | 1–1      | 1–2      |
| Anderlecht            | 4–1     | Grasshopper           | 1–1      | 3–0      |
| Estrela Vermelha      | 8–0     | Portadown             | 4–0      | 4–0      |
| Universitatea Craiova | 2–3     | Apollon Limassol      | 2–0      | 0–3      |
| Budapest Honvéd       | 3–1     | Dundalk Football Club | 1–1      | 2–0      |
| Sampdoria             | 7–1     | Rosenborg             | 5–0      | 2–1      |

## Segunda fase
| Equipe 1         | Total   | Equipe 2         | 1.º jogo | 2.º jogo    |
| ---------------- | ------- | ---------------- | -------- | ----------- |
| Barcelona        | (fc)3–3 | Kaiserslautern   | 2–0      | 1–3         |
| Marseille        | 4–4(fc) | Sparta Praga     | 3–2      | 1–2         |
| Benfica          | 4–2     | Arsenal          | 1–1      | 3–1 (pror.) |
| Dínamo de Kiev   | 2–1     | Brøndby IF       | 1–1      | 1–0         |
| Panathinaikos    | 4–2     | Gothenburg       | 2–0      | 2–2         |
| PSV Eindhoven    | 0–2     | Anderlecht       | 0–0      | 0–2         |
| Estrela Vermelha | 5–1     | Apollon Limassol | 3–1      | 2–0         |
| Budapest Honvéd  | 3–4     | Sampdoria        | 2–1      | 1–3         |

## Fase de grupos

### Grupo A
| Equipe           | J | V | E | D | GP | GC | SG | Pts |
| ---------------- | - | - | - | - | -- | -- | -- | --- |
| Sampdoria        | 6 | 3 | 2 | 1 | 10 | 5  | +5 | 8   |
| Estrela Vermelha | 6 | 3 | 0 | 3 | 9  | 10 | -1 | 6   |
| Anderlecht       | 6 | 2 | 2 | 2 | 8  | 9  | -1 | 6   |
| Panathinaikos    | 6 | 0 | 4 | 2 | 1  | 4  | -3 | 4   |

| 1ª rodada        |     |                  |
| Sampdoria        | 2–0 | Estrela Vermelha |
| Anderlecht       | 0–0 | Panathinaikos    |
| 2ª rodada        |     |                  |
| Panathinaikos    | 0–0 | Sampdoria        |
| Estrela Vermelha | 3–2 | Anderlecht       |
| 3ª rodada        |     |                  |
| Panathinaikos    | 0–2 | Estrela Vermelha |
| Anderlecht       | 3–2 | Sampdoria        |
| 4ª rodada        |     |                  |
| Estrela Vermelha | 1–0 | Panathinaikos    |
| Sampdoria        | 2–0 | Anderlecht       |
| 5ª rodada        |     |                  |
| Panathinaikos    | 0–0 | Anderlecht       |
| Estrela Vermelha | 1–3 | Sampdoria        |
| 6ª rodada        |     |                  |
| Anderlecht       | 3–2 | Estrela Vermelha |
| Sampdoria        | 1–1 | Panathinaikos    |

### Grupo B
| Equipe         | J | V | E | D | GP | GC | SG | Pts |
| -------------- | - | - | - | - | -- | -- | -- | --- |
| Barcelona      | 6 | 4 | 1 | 1 | 10 | 4  | +6 | 9   |
| Sparta Praga   | 6 | 2 | 2 | 2 | 7  | 7  | 0  | 6   |
| Benfica        | 6 | 1 | 3 | 2 | 8  | 5  | +3 | 5   |
| Dínamo de Kiev | 6 | 2 | 0 | 4 | 3  | 12 | -9 | 4   |

| 1ª rodada      |     |                |
| Barcelona      | 3–2 | Sparta Praga   |
| Dínamo de Kiev | 1–0 | Benfica        |
| 2ª rodada      |     |                |
| Sparta Praga   | 2–1 | Dínamo de Kiev |
| Benfica        | 0–0 | Barcelona      |
| 3ª rodada      |     |                |
| Dínamo de Kiev | 0–2 | Barcelona      |
| Benfica        | 1–1 | Sparta Praga   |
| 4ª rodada      |     |                |
| Barcelona      | 3–0 | Dínamo de Kiev |
| Sparta Prague  | 1–1 | Benfica        |
| 5ª rodada      |     |                |
| Sparta Praga   | 1–0 | Barcelona      |
| Benfica        | 5–0 | Dynamo Kyiv    |
| 6ª rodada      |     |                |
| Dínamo de Kiev | 1–0 | Sparta Praga   |
| Barcelona      | 2–1 | Benfica        |

## Final
| 20 de Maio de 1992 | Sampdoria | 0–1 | Barcelona   | Wembley, Londres                          |
|                    |           |     | Koeman 111' | Público: 70,824 Árbitro: Aron Schmidhuber |

| Taça dos Campeões Europeus 1991-92 |
| Espanha                            |
| ---------------------------------- |
| Barcelona (1º título)              |